# Arbre biplan
L'Arbre biplan est une sculpture monumentale de Jean Dubuffet.

## Description
L'Arbre biplan est réalisé en 1969, d'après une maquette produite en 1968. Il est haut de 4,70 mètres avec une envergure de 5,10 mètres sur 4,40 mètres. Il est fait en résine époxy peinte au polyuréthane.
Cette œuvre est le « premier essai satisfaisant » de réalisation par Jean Dubuffet d'une sculpture monumentale. Réalisée en plusieurs exemplaires, la pièce était évaluée par Sotheby's à 500 000 $ US en 1990. Elle préfigure une œuvre plus importante, le Groupe de quatre arbres, de 12 mètres de haut, réalisée en 1972,.